# Dositeu (metge)
Dositeu (en llatí Dositheus, en grec Δωσίθεος) fou un metge grec que va viure al segle vi (o abans), esmentat per Aeci, que va conservar una de les seves fórmules anomenada "valde celeber" (molt divulgada) inclosa també per Nicolau Mirepsos el seu Antidotarium. Una altra recepta seva és citada per Paule Egineta.